# Pieta van Dishoeck
Pieta van Dishoeck, född den 13 maj 1972 i Hilversum i Nederländerna, är en nederländsk roddare.
Hon tog OS-silver i dubbelsculler i samband med de olympiska roddtävlingarna 2000 i Sydney.